# Michael Kobler
Michael Kobler (* 3. Dezember 1933 in München; † 28. Dezember 2011 in Passau) war ein deutscher Jurist und Hochschullehrer.

## Leben
Kobler studierte Rechtswissenschaften an der Universität München und promovierte am 2. Juni 1960 an der dortigen Juristischen Fakultät zum Dr. jur. Das Thema seiner Dissertation lautete Das Schiedsgerichtswesen nach bayerischen Quellen des Mittelalters. Diese Arbeit erschien 1967 in der Reihe der Juristischen Fakultät der Münchener Universitätsschriften, Band 1, als Habilitation in Druck. Nachdem Kobler zunächst als Jurist in einer Bank tätig gewesen war, erfolgte 1968 seine Ernennung zum Ordinarius an der Universität Mannheim. Er wohnte ab 1971 in Ladenburg. 1978 wurde er zum Ordinarius für Bürgerliches Recht und Deutsche Rechtsgeschichte an der neugegründeten Universität Passau berufen. Außerdem war er u. a. von 1984 bis 1996 im Stadtrat von Passau.

## Ehrungen
- 1996 Ehrenring der Stadt Passau